# Vel'
Il Vel' (in russo Вель?) è un fiume della Russia europea, affluente di sinistra della Vaga, nel bacino della Dvina settentrionale. Scorre nell'Oblast' di Arcangelo, nei rajon Konošskij e Vel'skij.

## Descrizione
Il Vel' proviene dalle paludi nella parte occidentale dell'altopiano di Konoša a sud del villaggio di Konoša. Nel corso superiore scorre in una piccola valle, poi la valle si allarga per restringersi nuovamente nel basso corso. La direzione principale della corrente è verso est ma il corso è tortuoso con vari cambi di direzione. Nel corso superiore le sponde sono boscose e paludose, in quello inferiore sono più popolate. I maggiori centri abitati lungo il fiume sono il villaggio di Koz'mino, la città di Vel'sk e alla foce Ust'-Šonoša. Sfocia nella Vaga a 355 km dalla foce. Ha una lunghezza di 223 km, il suo bacino è di 5 390 km².
I suoi maggiori affluenti sono: Podjuga (lungo 102 km) e Šonoša (83 km) ambedue provenienti dalla sinistra idrografica.